# Nicolae Groza
Nicolae Groza (n. 1 iunie 1938) este un fost deputat român în legislatura 1996-2000, ales în județul Olt pe listele partidului PDSR. În iulie 1997, Nicolae Groza a devenit deputat independent și neafiliat. În cadrul activității sale parlamentare, Nicolae Groza fost membru în grupul parlamentar de prietenie cu Ucraina. Nicolae Groza este doctor în agronomie. 